# Rosey en The Hurricane
Rosey en The Hurricane (ook bekend als The Superheroes) was een professioneel worstelteam dat actief was in de World Wrestling Entertainment (WWE).

## In worstelen
- Afwerking bewegingen (team)

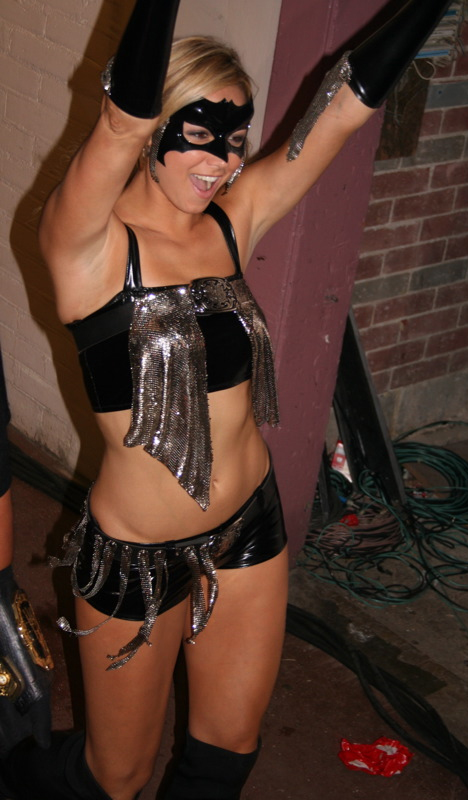
Super Stacy

  - Simultaneous sidewalk slam (Rosey) / Eye of the Hurricane (The Hurricane) combinatie
  - Superhero Splash

- Kenmerkende bewegingen (team)
  - Simultaneous Samoan drop (Rosey) / Overcast (The Hurricane) combinatie

- Rosey's afwerking bewegingen
  - Revolving leg drop
  - Swinging side slam

- The Hurricane's afwerking bewegingen
  - Chokeslam (2002–2003)
  - Eye of the Hurricane

- Manager / valet
  - Super Stacy

## Kampioenschappen en prestaties
- World Wrestling Entertainment
  - World Tag Team Championship (1 keer)